# 306. Infanterie-Division (Wehrmacht)
Die 306. Infanterie-Division (Wehrmacht) war ein Großverband des Heeres der deutschen Wehrmacht im Zweiten Weltkrieg. Sie bestand vom November 1940 bis zu ihrer Vernichtung im August 1944 bei der Heeresgruppe Südukraine und wurde schließlich am 9. Oktober 1944 formell aufgelöst.

## Geschichte

### Aufstellung
Die Division wurde im November 1940 aus je einem Drittel der 86. ID und der 291. ID sowie dem Feldrekruten-Bataillon 129 aufgestellt.

### Besatzungstruppe Belgien
Ab April 1941 wurde sie bei der 15. Armee in Belgien als Besatzungstruppe verwendet, wo sie die nächsten 1½ Jahre verblieb.

### Verlegung an die Ostfront
Nach Einschließung der deutschen 6. Armee bei Stalingrad versuchten sowjetische Panzerverbände Anfang Dezember 1942, die auf den unteren Don und Tschir zurückgedrängte deutsche Abwehrfront in Richtung auf Rostow zu durchstoßen und danach den deutschen Truppen im großen Donbogen den Rückzug abzuschneiden. Um dieses zu verhindern, wurden bereits erheblich geschwächte Einheiten in aller Eile neu gegliedert.
Am Tschir entstand die Armeeabteilung Hollidt. Zu deren Verstärkung sollte die 306. Infanterie-Division dienen. Der Kommandeur Georg Neymann hatte am 20. November 1942 die 306. ID in Belgien (de Haan) von Generalleutnant Hans von Sommerfeld, der aus Altersgründen ausschied, für den Russlandeinsatz übernommen. Erste Verbände der 306. ID trafen dort nach Bahntransport am 16. Dezember 1942 auf dem Bahnhof von Morosowskaja und Millerowo ein, weitere Verbände am 20. Dezember 1942 um Mitternacht. Diese Soldaten marschierten sogleich bei -28°C und scharfem Ostwind sowie erheblichem Neuschnee in nördlicher Richtung bis in das Dorf Grusinow. Frühmorgens wurden sie mit Lastwagen und Frontbussen sehr nahe an die dortige Hauptkampflinie herangeführt.
Wenige Tage zuvor waren drei gut ausgerüstete russische Armeen zum Angriff angetreten und hatten binnen kürzester Zeit die Verteidigungslinien an vielen Stellen durchbrochen. Die Einheiten der 306. ID wurden in Marsch gesetzt, um den Vormarsch des Gegners bei Nishnij-Astachow und Panomarew aufzuhalten. Hier wurde besonders der 22. Dezember 1942 zu einem sehr verlustreichen Tag: Nach heftigem Trommelfeuer rollten zahlreiche sowjetische Panzer heran und vernichteten die Stellungen. Gegen Abend konnten sich die Reste der Einheiten in Richtung Morosowskaja zurückziehen. Südlich von Nishnij–Astachow, etwa bei Werchne–Swetschnikow, wurde die 306. ID vernichtend geschlagen. Das tiefverschneite und deckungslose Gelände, hügelig durchzogen von Balkas, erschwerte den geordneten Rückzug. Sanitätsfahrzeuge und Verbandsplätze gerieten unter Artillerie- und Panzerbeschuss. In den Wirren des Angriffs fanden sehr viele Soldaten den Tod, ohne dass es von den eigenen Kameraden bemerkt wurde; viele Soldaten gelten seitdem daher als vermisst. Die 306. ID – insbesondere das unterstellte Infanterie-Regiment 580 – wurde in kürzester Zeit aufgerieben. Die Gruppe Hollidt musste sich nach Süden in Richtung Gnilaja-Abschnitt absetzen.

### Eingliederung der Reste der 328. ID
Am 2. November 1943 wurde die Division durch die Reste der aufgelösten 328. Infanterie-Division aufgefüllt.

### Vernichtung
Die Division wurde im August 1944 bei der Heeresgruppe Südukraine vernichtet.
Der Panzerjäger-Abteilung der Division wurden noch im September 1944 für eine Neuausrüstung vierzehn Jagdpanzer 38 zugeteilt.

### Auflösung
Am 9. Oktober 1944 wurde die Division formell aufgelöst.

## Personen
| Damaliger Rang               | Name                | Zeitraum                                |
| ---------------------------- | ------------------- | --------------------------------------- |
| Generalmajor                 | Hans von Sommerfeld | 15. November 1940 bis 20. November 1942 |
| Generalmajor                 | Georg Neymann       | 20. November bis Dezember 1942          |
| Oberst                       | Gerhard Matthias    | Dezember 1942 bis 29. Januar 1943       |
| Generalleutnant              | Georg Pfeiffer      | 29. Januar 1943 bis 21. Februar 1943    |
| Generalmajor                 | Theobald Lieb       | 21. Februar bis 30. März 1943           |
| Generalmajor/Generalleutnant | Karl-Erik Köhler    | 30. März 1943 bis 1. Januar 1944        |
| Oberst                       | Karl Bär            | 1. Januar bis 12. Januar 1944           |
| Generalleutnant              | Karl-Erik Köhler    | 12. Januar 1944 bis April 1944          |
|                              | unbekannt           | April 1944 bis zur August 1944          |

- Curt Ludwig Ehrenreich von Burgsdorff (1886–1962) war SA-Gruppenführer und diente später in der 306. ID als Major im GR 580, 1943 war er Gouverneur des Distrikts Krakau. 1948 wurde von Burgsdorff in Polen wegen Kriegsverbrechen zur Mindeststrafe von drei Jahren verurteilt.
- Carl Anders (1893–1972) war Kommandeur des 1. Bataillons des 581. Infanterie-Regiments, später Generalmajor und bis 28. Oktober 1955 in sowjetischer Kriegsgefangenschaft.

## Gliederung
| 1940                                                                    | 1944                                          |
| ----------------------------------------------------------------------- | --------------------------------------------- |
| Infanterie-Regiment 579 Infanterie-Regiment 580 Infanterie-Regiment 581 | Grenadier-Regiment 579 Grenadier-Regiment 580 |
|                                                                         | Divisionsgruppe 328                           |
|                                                                         | Divisions-Füsilier-Bataillon 306              |
| Artillerie-Regiment 306                                                 |                                               |
| Pionier-Bataillon 306                                                   |                                               |
| Panzerjäger-Abteilung 306                                               |                                               |
| Nachrichten-Kompanie 306                                                | Nachrichten-Abteilung 306                     |
| Divisions-Nachschubführer 306                                           |                                               |
|                                                                         | Feldersatz-Bataillon 306                      |